# Escalón 1ra. Fracción
Escalón 1ra. Fracción är en ort i Mexiko.   Den ligger i kommunen Amatán och delstaten Chiapas, i den sydöstra delen av landet, 700 km öster om huvudstaden Mexico City. Escalón 1ra. Fracción ligger 796 meter över havet och antalet invånare är 256.
Terrängen runt Escalón 1ra. Fracción är kuperad åt nordost, men åt sydväst är den bergig. Runt Escalón 1ra. Fracción är det ganska tätbefolkat, med 70 invånare per kvadratkilometer. Närmaste större samhälle är Amatán, 3,3 km sydost om Escalón 1ra. Fracción. I omgivningarna runt Escalón 1ra. Fracción växer i huvudsak städsegrön lövskog.